# 索科尧
索科尧，是匈牙利佩斯州所辖的一个村。总面积59.05平方公里，总人口1778，人口密度30.1人/平方公里（2011年1月1日）。